# Palača šekijskih kanov
Palača šekijskih kanov  (azerbajdžansko Şəki xanlarının sarayı) v Šekiju, Azerbajdžan, je bila poletna rezidenca šekijskh kanov. Leta 1797 jo je  zgradil Mohamed Hasan Kan. Šekijski kani iz dinastije Zand so kot podkralji vladali v Šekiju in od okoli leta 1750 v Kadžarski Perziji. Po rusko-perzijski vojni (1804-1813) in sklenitvi Gulistanskega sporazuma leta 1813 je bilo njihovo ozemlje priključeno k Carski Rusiji.
Gulnara Mehmandarov, predsednica Azerbajdžanskega dbora ICOMOS — Mednarodnega odbora za spomenike in najdišča, je leta 1998 predlagala, da se palača šekijskih kanov vpiše na Unescov seznam svetovne dediščine. 7. julija 2019 je bilo zgodovinsko središče Šekija s kanovo palačo dodano na Unescov seznam svetovne dediščine.

## Obnova palače
V letih 1955 do 1965 je bila palača popolnoma obnovljena pod vodstvom Nijazija Rzaeva. Pri meritvah in izdelavi restavratorskih risb sta sodelovala nadarjena arhitekta Kamal Mamedbekov in Nikolaj Utsin. V svečani dvorani v drugem nadstropju palače je bila ustanovljena restavratorska delavnica, v prostori ob dvorani pa so bili nameščeni  arhitekti. Risbe, ki sta jih razvila Mamedbekov in Utsin, so bile osnova za projekt obnove celotnega kompleksa palače. Izvedbo restavratorskih del na podlagi risb so zaupali umetniku F. Hadžievu in mojstru A. Rasulovu.
Zadnja popolna obnova palače je s podporo Svetovne banke potekala od leta 2002 do 2004 pod vodstvom nemških restavratorjev Uweja Henschela, Dietricha Wellmerja, Elisabeth Wellmer in Andreass Lessmeisterja  iz podjetja "Denkmalpflege Mecklenburg GmbH" (zdaj "Neumühler Bauhütte GmbH").

## Zgodovina
Palačo je leta 1790 zgradil Hadži Zejnal Abdin iz Širaza.
Leta  1968 je bil Jukhari-Baš, zgodovinski del palače šekijskih kanov, razglašen za zgodovinsko-arhitekturni rezervat. Palača je bila leta 2001 na predlog Gulnare Mehmandarov vpisana na seznam krajev, primernih za vpis v Unescovo svetovno dediščino. 1. avgusta 2010 je palačo šekijskih kanov med uradnim obiskov v Šekiju obiskala generalna direktorica Unesca Irina Bokova.
4. julija 2012 so v Šekiju proslavljali 250. obletnico izgradnje palače. Proslave so se udeležili predstavniki skoraj trideset držav in mednarodnih organizacij, med njimi tudi znanstveniki, kulturniki in umetniki.
Od več stavb, zgrajenih v trdnjavi Šeki, se je ohranila samo dvonadstropna palača. Odkar je bila zgrajena, je bila večkrat popravljena in rekonstruirana, vendar to ni resneje vplivalo na njen videz. Po pridružitvi Šekijskega kanata Ruskemu imperiju je bila palača v domeni lokalne uprave in večkrat popravljena. Obnavljanje palače v letih  1848-1851 je vodil pesnik Karim Aga Fateh, vnuk Husein Kana Muštaga.
Razen palače, v kateri je prebival kan z družino, sta se ohranila še ribnik in nasad platan. Palača je okrašena s ploščicami, vodometi in vitraži. Zunanje stene so bile obložene s temno modrimi, turkiznimi in okrastimi ploščicami z geometrijskimi vzorci. Stenske poslikave so bile naslikane s tempero z motivi, navdihnjenimi z deli Nizamija Gandžavija.
Palača je dolga 32 m in široka 8,5 m. Postavljena je v smeri sever-jug. Ima dve nadstropji in leseno streho z dolgim napuščem. Razporeditev prostorov je v obeh nadstropjih enaka. Vzdolž zgradbe so po trije pravokotni prostori z ivani namesto vrat. Vsako nadstropje ima svoj vhod, da bi bila službeni in zasebni del palače ločena. Pritličje so uporabljali predvsem uradniki in vlagatelji prošenj. V gornje nadstropje, rezervirano za kanovo družino in njene goste, vodita dve ločeni stopnišči na severni strani zgradbe.
Poletna rezidenca slovi po razkošni zunanji in notrani dekoraciji.  Velik del fasade, vključno s celotno južno steno osrednjih dvoran v obeh nadstropjih, pokrivajo mozaiki iz barvnega stekla, vstavljeni v mrežo lesenih palčk (šebeke), sestavljeno brez  žebljev in lepila. Muqarnasi, ki kronajo štiri ivane, so v pritličju poudarjeni z zlatom, v prvem nadstropju pa so prekriti z drobci zrcal. Preostale površine na vseh fasadah so okrašene s ploščicami s cvetličnimi vzorci in mozaiki iz ploščic.
Notranje stene palače so v celoti prekrite s freskami, naslikanimi v različnih obdobjih 18. stoletja. Na mnogih freskah je cvetje v vazah, medtem ko so na vrsti slik v dvoranah v prvem nadstropju upodobljeni  lovski in vojni prizore. Na freskah so se podpisali naslednji umetniki: Ali Kuli, Kurban Kuli in Mirza Džafar iz Šemahe, Usta Gambar iz Šuše in Abbas Kuli, ki je bil morda tudi arhitekt poletne rezidence.

## Raziskave
Palačo šekijskih kanov so prvi preučili znanstveniki iz Oddelka za začito azerbajdžanskih spomenikov. Kasneje je palačo bolj podrobno raziskal Zgodovinski inštitut Sovjetske akademije znanosti. V raziskave je bil kasneje vključen Oddelek za arhitekturna dela, podrejen Svetu ministrov Azerbajdžanske SSR. 
Prve raziskave so potekale s sodelovanjem profesorjev Fridolina in Šarifova. Leta 1936 je veliko podatkov o palači zbrala skupina ekspertov, vključno z Denikejem, Čepelevo, Weimarjem in Bolotovo iz Moskovskega državnega muzeja vzhodnih kultur.